# Snake Bite Love
Albums de Motörhead
Overnight Sensation
(1996) We Are Motörhead
(2000)
Snake Bite Love est le quatorzième album studio du groupe britannique Motörhead enregistré et publié en 1998.

## Liste des titres
Toutes les pistes par Lemmy, P.Campbell & M.Dee (sauf indication).
1. Love for Sale – 4:52
2. Dogs of War – 3:38
3. Snake Bite Love – 3:30
4. Assassin – 4:48
5. Take the Blame – 4:03
6. Dead and Gone – 4:18
7. Night Side – 3:37
8. Don't Lie to Me (Lemmy) – 3:59
9. Joy of Labour – 4:52
10. Desperate for You – 3:27
11. Better off Dead – 3:42

## Crédits
- Lemmy — chants, basse
- Phil Campbell — guitare
- Mikkey Dee — batterie